# Rivière-du-Nord (Nouveau-Brunswick)
Rivière-du-Nord est une ville du Nouveau-Brunswick, situé dans le territoire de la commission de services régionaux de la Péninsule acadienne, au nord-est de la province. La municipalité a été constituée le 1er janvier 2023, de la fusion des villages de Bertrand, Grande-Anse, Maisonnette et Saint-Léolin, des DSL d'Anse-Bleue, de Dugas et de Village-des-Poirier, ainsi qu'une partie du DSL de la paroisse de New Bandon.